# Abelmoschus moschatus
Abelmoschus moschatus (ambrettezaad of muskuszaad) is een soort uit de familie Malvaceae. De soortaanduiding moschatus is afkomstig uit het Latijn en betekent "muskus". Dit vanwege de zaden die een zoete bloemige sterke geur hebben, vergelijkbaar met die van muskus.
De soort komt voor in (sub)tropisch Azië, van India tot in China, Indonesië en de Filipijnen.

## Gebruik
Door stoomdestillatie wordt er een etherische olie verkregen uit de zaden. Na stoomdestillatie moet de olie enkele maanden rijpen. De olie is kleverig en taai, viskeus en heeft een geelrode kleur en een bloemige, zoete muskusgeur. Deze werd vroeger gebruikt in parfums, ter vervanging van dierlijke muskus. Vanwege de hoge kosten worden tegenwoordig synthetische muskusgeurstoffen gebruikt in plaats van de etherische olie.
Verder heeft de plant verschillende culinaire toepassingen. Zo voegen Arabieren de zaden toe aan de koffie. Onrijpe peulen, bladeren en jonge scheuten worden gegeten als groente.
De wortels, bladeren en zaden worden gebruikt in de Ayurveda kruidengeneeskunde.
... · 
A. esculentus (Okra) · 
A. ficulneus .
A. moschatus · 
...